# بخش کالینگاستا
بخش کالینگاستا (به اسپانیایی: Departamento Calingasta) یک منطقهٔ مسکونی در آرژانتین است که در استان سان خوآن، آرژانتین واقع شده‌است. بخش کالینگاستا ۸٫۱۷۶ نفر جمعیت دارد.